# 西田町 (豊田市)
西田町（にしだちょう）は、愛知県豊田市の地名。

## 地理

### 河川・池沼
- 猿渡川

## 歴史

### 町名の由来
鴛鴨の西にある水田地帯であることによるという。

### 人口の変遷
国勢調査による人口および世帯数の推移。
| 1995年（平成7年）  | 49世帯 192人 |  |
| 2000年（平成12年） | 68世帯 234人 |  |
| 2005年（平成17年） | 69世帯 234人 |  |
| 2010年（平成22年） | 64世帯 236人 |  |
| 2015年（平成27年） | 73世帯 249人 |  |
| 2020年（令和2年）  | 84世帯 236人 |  |

### 沿革
- 慶安年間頃 - 鴛鴨村の中尾氏をはじめとして、方々より移住者が開拓を開始する[1]。
- 寛文4年 - 鴛鴨村より西田新郷として分村[1]。
- 1889年（明治22年） - 竹村大字西田新郷となる[1]。
- 1906年（明治39年） - 高岡村大字西田新郷となる[1]。
- 1956年（昭和31年） - 高岡町大字西田新郷となる[1]。
- 1965年（昭和40年） - 豊田市大字西田新郷となる[1]。
- 1968年（昭和43年） - 豊田市大字西田神郷により、同市西田町が成立[1]。

## 交通
- 東名高速道路豊田上郷サービスエリア
- 愛知県道232号鴛鴨みよし線

## 施設
- 豊田地域文化広場
- 阿弥陀律寺
- 八幡宮
- 世界メシア教豊田教会

### WEB
1. ↑  “愛知県豊田市の町丁・字一覧”.   人口統計ラボ. 2024年2月26日閲覧。
2. 1 2  総務省統計局 (2022年2月10日). “令和2年国勢調査の調査結果(e-Stat) - 男女別人口，外国人人口及び世帯数－町丁・字等” (CSV). 2023年8月2日閲覧。
3. ↑  “読み仮名データの促音・拗音を小書きで表記するもの(zip形式) 愛知県” (zip).   日本郵便 (2024年2月29日). 2024年3月26日閲覧。
4. ↑  “市外局番の一覧” (PDF).   総務省 (2022年3月1日). 2022年3月22日閲覧。
5. ↑  “ナンバープレートについて”.   一般社団法人愛知県自動車会議所. 2024年1月21日閲覧。
6. ↑  総務省統計局 (2014年3月28日). “平成7年国勢調査の調査結果(e-Stat) - 男女別人口及び世帯数 －町丁・字等” (CSV). 2021年7月20日閲覧。
7. ↑  総務省統計局 (2014年5月30日). “平成12年国勢調査の調査結果(e-Stat) - 男女別人口及び世帯数 －町丁・字等” (CSV). 2021年7月20日閲覧。
8. ↑  総務省統計局 (2014年6月27日). “平成17年国勢調査の調査結果(e-Stat) - 男女別人口及び世帯数 －町丁・字等” (CSV). 2021年7月21日閲覧。
9. ↑  総務省統計局 (2012年1月20日). “平成22年国勢調査の調査結果(e-Stat) - 男女別人口及び世帯数 －町丁・字等” (CSV). 2021年7月21日閲覧。
10. ↑  総務省統計局 (2017年1月27日). “平成27年国勢調査の調査結果(e-Stat) - 男女別人口及び世帯数 －町丁・字等” (CSV). 2021年7月21日閲覧。

### 書籍
1. 1 2 3 4 5 6 7 8  「角川日本地名大辞典」編纂委員会 1989, p. 1007.